# Шицзун
Шицзу́н (кит. упр. 师宗, пиньинь Shīzōng) — уезд городского округа Цюйцзин провинции Юньнань (КНР).

## История
Во времена государства Наньчжао в этих местах проживало племя, которое возглавлял вождь по имени Шицзун.
После завоевания Дали монголами и вхождения этих мест в состав империи Юань здесь в 1253 году была создана Шицзунская охранная тысяча (师宗千户所), в 1290 году преобразованная в Шицзунскую область (师宗州). После завоевания этих мест войсками империи Мин Шицзунская область была с 1389 года подчинена Гуансиской управе (广西府). Во времена империи Цин в 1770 году эти структуры были понижены в статусе: Гуансиская управа стала Гуансиской непосредственно управляемой областью (广西直隶州) провинции Юньнань, а Шицзунская область — уездом Шицзун в её составе. После Синьхайской революции в Китае была произведена реформа структуры административного деления, в ходе которой области были упразднены.
После вхождения провинции Юньнань в состав КНР в 1950 году был образован Специальный район Илян (宜良专区), и уезд вошёл в его состав. В 1954 году Специальный район Илян был расформирован, и уезд перешёл в состав Специального района Цюйцзин (曲靖专区). В 1958 году к уезду Шицзун были присоединены уезды Лопин и Луси. В 1959 году уезд Луси был выделен вновь и передан в состав Хунхэ-И-Ханиского автономного округа, а оставшаяся территория была переименована в уезд Лопин. В 1961 году уезды Лопин и Шицзун были разделены вновь.
В 1970 году Специальный район Цюйцзин был переименован в Округ Цюйцзин (曲靖地区).
В 1997 году округ Цюйцзин был преобразован в городской округ.

## Административное деление
Уезд делится на 4 посёлка, 1 волость и 3 национальные волости.